# Pseudalosterna imitata
Pseudalosterna imitata är en skalbaggsart som beskrevs av Holzschuh 2003. Pseudalosterna imitata ingår i släktet Pseudalosterna och familjen långhorningar. Inga underarter finns listade i Catalogue of Life.